# 基勒 (加利福尼亞州)
基勒（英語：Keeler）是位於美國加利福尼亞州因約縣的一個人口普查指定地區。

## 地理
基勒的座標為36°29′14″N 117°52′26″W / 36.48722°N 117.87389°W，而該地最高點為海拔高度1098米（即3602英尺）。

## 人口
根據2010年美國人口普查的數據，基勒的面積為3.373平方千米，當中陸地面積為3.373平方千米，而水域面積為0.000平方千米。當地共有人口66人，而人口密度為每平方千米19人。